# Giornalisti (serie televisiva)
Giornalisti è una serie televisiva trasmessa nel 2000 e diretta da Donatella Maiorca e prodotta da Mediatrade.
Venne trasmessa su Canale 5 dal 30 marzo 2000 fino 22 giugno dello stesso anno, per 13 episodi.
La serie era basata sul format Periodistas, serie di successo (aveva una media del 40% di share) trasmessa su Telecinco, il canale spagnolo di Mediaset. La versione italiana, al contrario della controparte iberica, ha invece ottenuto bassi indici d'ascolto tanto che, dopo quattro puntate, venne declassata dalla prima serata del giovedì al pomeriggio del sabato, e dunque è stata cancellata dopo una sola stagione.

## Trama
La serie narra le vicende dei giornalisti che lavorano nella redazione de Il Cronista, un immaginario quotidiano romano. Protagonista è Luca Ferrari, un reporter che, tornato dagli Stati Uniti, diventa il nuovo capo-redattore del giornale, ed intreccia una storia d'amore con la collega Laura Della Seta. Sullo sfondo si sviluppano le vicende degli altri cronisti del quotidiano, che spesso si lasciano coinvolgere fin troppo dal loro lavoro, finendo invischiati in casi di omicidi, corruzione, mafia, malasanità, malagiustizia ed altri ancora.